# 텐센트 QQ
텐센트 QQ(영어: Tencent QQ, 중국어: 騰訊QQ), 줄여서 QQ는 중국에서 가장 인기 있는 무료 인스턴트 메시징 컴퓨터 프로그램이며 세계에서 세 번째로 가장 인기 있는 IM 서비스이다. 이 프로그램은 네스퍼스 소속의 텐센트 홀딩스 리미티드(Tencent Holdings Limited)가 관리하고 있다. QQ는 대화 프로그램뿐 아니라 게임, 애완 동물 키우기, 벨소리 내려받기 등의 부가 서비스도 개발해 놓았다.

## 이름
QQ의 원래 이름은 OICQ였다. (Open ICQ, Oh, I seek you 등의 뜻이었을 것으로 짐작하고 있음) 그러나 다른 회사 서비스(ICQ)의 상표 침해 가능성 때문에 QQ로 이름이 변경되었다.

## 역사
텐센트는 1998년 11월에 중국 선전에 세워졌다. 텐센트의 메신저 서비스 플랫폼 QQ는 1999년 2월에 시작하였다. 사업이 크게 성장한 뒤, 2004년 7월 16일에 텐센트 홀딩스 리미티드는 홍콩 주식에 공개 상장되었다. 2007년 10월 3일에 텐센트는 미국 시장에 QQ 게임으로 진출하였다.

## 부가 서비스
- QQ.com
- QQ 메일
- QQ쇼
- QQ홈
- QQ게임
- 모바일QQ
- Q-GEN
- 파이파이
- QQ 애완 동물
- QQ 음악

### 회원 가입
QQ는 현재 무료 회원 가입제를 받아들이고 있다. 2002년에 텐센트는 무료 회원제를 그만두고, 새로운 모든 회원에게 비용 청구를 요구하였다. 그러나 윈도우 라이브 메신저와 Sina UC와 같은 다른 인스턴트 메시지 서비스로부터 압박을 받자 2003년부터 무료 회원 등록을 받아들이기 시작했다. 텐센트는 모바일 QQ, 벨소리 다운로드, 문자 메시지 주고 받기와 같은 다른 기능을 제공하는 프리미엄 회원제를 제공하고 있다. 그뿐 아니라, 다음과 같이 6가지 다이아몬드 회원제 서비스를 제공하고 있다.
- 빨간색: QQ 쇼 서비스
- 노란색: 블로그와 비슷한 Q존 서비스
- 파란색: QQ 게임
- 자주색: 두 개의 텐센트 게임 공유. QQ r2beat는 대한민국의 음악 게임이고, QQ tang은 크레이지 아케이드와 비슷한 액션 게임이다.
- 분홍색: QQ 애완 동물 키우기. 애완 짐승을 키우는 조그마한 데스크톱 게임이다. 이제까지 3 세대의 애완 동물이 있다. (펭귄, 돼지, 곰) 베타 테스트 중이다.
- 녹색: QQ 음악. 텐센트 서버로부터 직접 음악을 듣는 소프트웨어이다. 미리 내려받을 필요가 없으며 캐시를 위해 수많은 디스크 공간을 잡아 먹는다.
- VIP: 대화를 위한 것으로 이에 대한 어떠한 광고도 하고 있지 않다. 베타 테스트 중이다.

## 같이 보기
- 위챗

## 참조
1. ↑  “QQ”. 앱 스토어. 2025년 8월 3일에 확인함.
2. ↑  “qq下载”. 2025년 8월 3일에 확인함.
3. ↑  “QQ Windows版”. 2025년 8월 3일에 확인함.
4. ↑  “QQ Linux版”. 2025년 8월 3일에 확인함.
5. ↑  “QQ Mac版”. 2025년 8월 3일에 확인함.
6. ↑  “Meet China’s Google trouncer - Computing-Indiatimes - Infotech”. 2009년 2월 27일에 원본 문서에서 보존된 문서. 2008년 3월 30일에 확인함.
7. ↑  “보관된 사본”. 2008년 4월 12일에 원본 문서에서 보존된 문서. 2008년 3월 30일에 확인함.